# 544

## Decese
- dată necunoscută: Dionisie cel Smerit  (n. 475)
- dată necunoscută: Imru' al-Qais  (n. 501)